# Northlands Coliseum
Das Northlands Coliseum ist eine Multifunktionsarena in der kanadischen Stadt Edmonton in der Provinz Alberta.

## Geschichte
Die Arena wurde 1974 als Northlands Coliseum eröffnet und die Oilers zogen vom Edmonton Gardens in die neue Halle. Seit Mitte der NHL-Saison 2003/04 trägt sie ihren aktuellen Namen. Die offizielle Kapazität bei Eishockeyspielen beträgt 16.839, etwas weniger als die 17.100 Plätze vor der Saison 2003/04. Die Arena mit 66 Luxussuiten wurde 2003 nach dem Pharmaunternehmen Rexall Rexall Place benannt, der Vertrag über die Namensrechte endete 2016. Seitdem heißt es wieder Northlands Coliseum.
Vor der Arena stand eine Bronzestatue, die den kanadischen Ausnahmespieler Wayne Gretzky darstellt und die die Oilers 1989 zu Ehren ihres ehemaligen Kapitäns aufstellen ließen. Nach dem Umzug steht sie nun vor der neuen Heimat der Edmonton Oilers, dem Rogers Place.

## Nutzung
Das Northlands Coliseum war von 1974 bis 2016 die Heimat des NHL-Clubs der Edmonton Oilers, die im September 2016 in neue Arena Rogers Place umzogen. Zu Beginn der Saison 2007/08 zogen zudem die Edmonton Oil Kings, ein Team aus der kanadischen Nachwuchsliga Western Hockey League, das den Oilers gehört, in die Halle ein. Auch die Oil Kings wechseln 2016 in den Neubau. Die Edmonton Rush aus der National Lacrosse League (NLL) nutzten die Halle von 2006 bis 2015, als das Team nach Saskatoon verlegt und in Saskatchewan Rush umbenannt wurden.
Neben dem Eishockey war die Veranstaltungshalle außerdem eine der Austragungstätten der Commonwealth Games 1978 sowie der Sommer-Universiade 1983. Außerdem werden weitere Veranstaltungen wie Wrestling, Rodeo oder Konferenzen ausgetragen. Des Weiteren ist die Arena häufiger Veranstaltungsort von Konzerten.
Auswahl
- Yes, 1984 (zu sehen auf 9012Live: The Solos)
- Nickelback, 2002 (zu sehen auf der DVD Live At Home)
- Our Lady Peace, 2003 (Konzertmitschnitt auf dem Album Live)
- The Who, 2006

## Zukunft
Nach jahrelangen Verhandlungen einigten sich die Stadt und die Edmonton Oilers im Februar 2014 auf den Bau einer neuen Multifunktionsarena namens Rogers Place. Nach dem Beginn der Arbeiten Anfang März 2014 wurde die neue Heimat am 8. September 2016 eröffnet. Nach dem Willen des Eigentümers sollen auch in Zukunft Konzerte und Shows im Northlands Coliseum stattfinden. Es wird geplant, das ganze Gelände in den nächsten Jahren für 165 Mio. CAD umzubauen und zu renovieren zu lassen.

## Trivia
- Die Eisfläche im Northlands Coliseum gilt als eine der qualitativ hochwertigsten in der ganzen NHL.[6]
- Obwohl nur 16.839 Zuschauer in Northlands Coliseum Platz finden, wurde während der Play-off-Spiele der Saison NHL-Saison 2005/06 gegen die San Jose Sharks sowie die Carolina Hurricanes eine Lautstärke von 114 Dezibel gemessen.
- Während ebenjenen Play-offs sangen ausschließlich die Zuschauer die beiden Nationalhymnen O Canada (Kanada) sowie The Star-Spangled Banner (USA). Edmontons Hymnensänger Paul Lorieau stimmte lediglich beim ersten Heimspiel die ersten Töne der kanadischen Nationalhymne an.
- Während Play-off-Begegnungen zwischen den Oilers und den Detroit Red Wings warfen die Fans der Heimmannschaft ein Stück einheimischen Rindfleischs auf das Eis, eine Anspielung auf den Brauch der Red-Wings-Fans, während der Play-offs einen Tintenfisch aufs Spielfeld zu werfen.
- Das Rexall Place war die einzige NHL-Arena, in der sich die Spielerbänke auf derselben Stadionseite wie die Pressetribüne befinden, was zur Folge hat, dass die Fernsehbilder die Rücken der Bankspieler zeigen.
- Der Rexall Place war, nach dem Madison Square Garden (1968), die zweitälteste Spielstätte in der NHL.
- Das letzte Tor der Edmonton Oilers im Rexall Place erzielte Leon Draisaitl beim letzten Heimspiel der Regular Season 2015/16 am 6. April 2016 gegen die Vancouver Canucks zum 6:2-Endstand.[7]

## Galerie

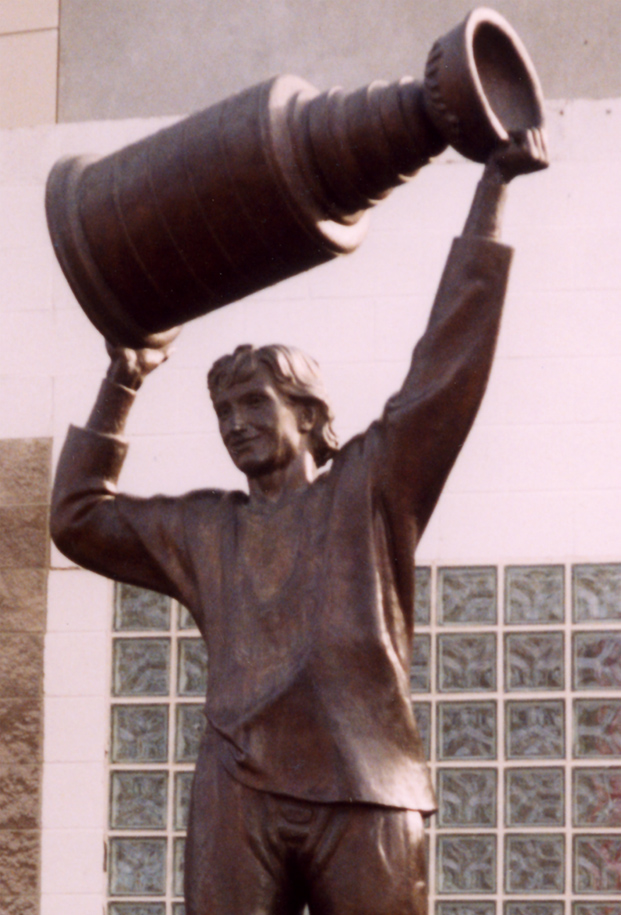
Die Bronzestatue von Wayne Gretzky vor der Arena (2001). Heute steht sie vor dem Rogers Place.
Die Halle während der Tim Hortons Brier 2005
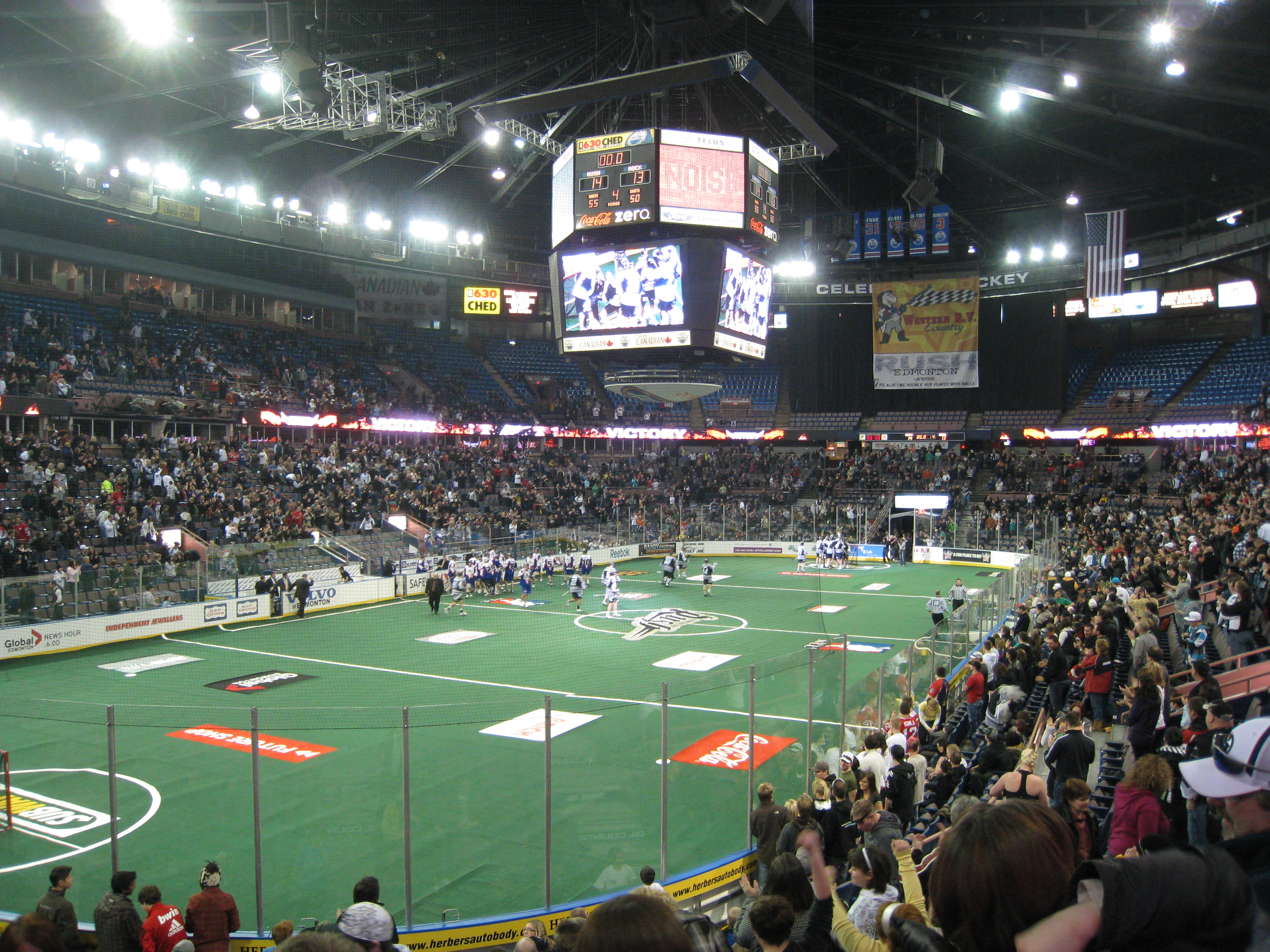
Ein Lacrosse-Spiel zwischen Edmonton Rush gegen Toronto Rock im Februar 2010
Das Logo des Rexall Place von 2004 bis 2016